# Тринадцятикнижжя
Тринадцятикни́жжя (кит. трад. 十三經, піньїнь: Shísān jīng, «тринадцять канонів») — 13 канонічних творів у конфуціанстві. Входило до програми державних іспитів у імперському Китаї. Значніші твори у збірці містять ієрогліф цзін 經 ("канон"):
- «Книга змін» (І цзін 易經, разом із «Десятьма крилами» коментарів)
- «Книга документів» (Шу цзін 書經)
- «Книга пісень» (Ши цзін 詩經)
- Три посібника з ритуалу (Сань лі 三禮)
  1. «Ритуали Чжоу»[ru] (Чжоу лі 周禮)
  2. «Церемонії та ритуали»[ru] (Ї-лі 儀禮)
  3. «Книга обрядів» (Лі цзі 禮記)
- Три коментарі до літопису «Весен і Осеней» (власно літопис не розглядався як окремий твір).
  1. «Коментар Цзо» (Цзо чжуань 春秋左氏傳, 左傳)
  2. «Коментар Ґун'яна» (Ґун'ян чжуань 春秋公羊傳, 公羊傳)
  3. «Коментар Ґуляна»[en] (Ґулян чжуань 穀梁傳)
- «Бесіди і судження» Конфуція (Лунь юй 論語)
- «Канон синівської шанобливості» (Сяо цзін 孝經)
- Словник «Ер'я» 爾雅
- «Мен-цзи» 孟子

Альтернативною, дещо облегшеною версією Тринадцятикнижжя стала програма «Чотири книги і п’ять канонів» (Си шу, Ву цзін 四書五經), запроваджена Чжу Сі (1130-1200, династія Сун). Перша частина з неї містила лише дві глави з «Лі цзі» (Да сюе 大學, Чжунюн 中庸), «Аналекти» та «Мен-цзи». Друга частина містила «Пісні», «Документи», «Зміни», «Лі цзі» цілком, а також «Чуньцю», де коментарі розумілися як складова частина канону. Таким чином, у конфуціанстві пізньо-імперської доби Чотирикнижжя у певному сенсі відповідало стандарту середньої освіти, а П'ятикнижжя — вищої.